# 第二心音
在心臟生理學中，第二心音（英語：second  heart sound，S2）是一種心音，並且是心動週期中第二個發出的心音，聽起來像是“dub”、“dup”或“答” ，通常由主動脈 (A) 和肺動脈 (P)處發出，發生時間略晚於頸動脈搏，在半月瓣處擁有最大振幅，通常主動脈 (A)會比肺動脈 (P)提早發出。第二心音是一個複合波，振幅僅次於第一心音，頻率最高，歷時較短發生在心室舒張期，並標誌著心室舒張期的開始。

## 特質
第二心音為複合波，由兩種主要震動和兩種次要震動波組成，主要震動分別為主動脈瓣關閉與肺動脈瓣關閉，前者振幅較後者大。次要震動分別為血流速度發生改變與房室瓣的開起組成，平均頻率約為60～100赫茲，以主動脈瓣關閉時有最大振幅，整體歷時約為0.08秒，平均制振幅較第一心音弱。不与心尖搏动同步，在心底部最响。
第二心音的振幅由主動脈與肺動脈的血壓決定，動脈血壓越高，則第二心音的振幅越大。

## 成因
第二心音发生在心室舒张期起始，多认为是血流在主动脉与肺动脉内突然减速和半月瓣突然关闭引起瓣膜振动所致。主动脉瓣关闭在前，形成该音的主动脉瓣部分（A2），肺动脉瓣关闭在后，形成该音的肺动脉瓣部分（P2）；正常情况下人耳无法分辨，听诊仅为一个音。其他如房室瓣的开放等因素也参与第二心音的形成。

## 变异

### 第二心音分裂
正常情况下，肺动脉瓣迟于主动脉瓣约0.03秒关闭。此时距不能为人耳所分辨，听诊时仍表现为一个声音。当第二心音的主动脉瓣成分（A2）和肺动脉瓣成分（P2）之间的时间差进一步加大时，听诊可闻及心音的分裂，称第二心音分裂，在肺动脉瓣听诊区（胸骨左缘第二肋间）最为明显。根据发生机制可分为四种类型：

#### 生理性分裂
生理性分裂是健康人群中常见的S2分裂类型，尤其多见于青少年。其机制与呼吸调节相关：深吸气时胸腔负压增大，右心回心血量增加，导致右心室射血时间延长，P2明显迟于A2，形成吸气末的短暂分裂。该分裂仅在深呼吸时出现，呼气时消失（呼气时第二心音的两个成分趋向重叠），属正常生理现象。

#### 通常分裂
通常分裂是临床最常见的S2分裂类型，表现为吸气时分裂增宽、呼气时减轻，与呼吸周期同步变化。其机制包括两类情况：一是右心室射血时间延长（如肺动脉高压、肺动脉瓣狭窄），使P2延迟；二是左心室射血时间缩短（如二尖瓣关闭不全、室间隔缺损），导致A2提前。

#### 固定分裂
固定分裂的特征是分裂时距较恒定，且不受呼吸影响，可见于房间隔缺损、右束支传导阻滞。其机制源于心房血的左向右分流：呼气时体循环回流减少，但左房向右房的分流代偿性增加，维持右心高血容量；吸气时体循环回流增多，但右房压力升高暂时减少左向右分流，抵消呼吸影响。这种双向调节使P2与A2的分离时距固定。

#### 反常分裂（逆分裂）
反常分裂是病理性的体征，表现为主动脉瓣关闭迟于肺动脉瓣关闭。与生理性分裂相反：听诊特征为呼气时分裂增宽、吸气时变窄。其本质是左心室射血时间显著延长，见于导致左心室排空延迟的情况，如完全性左束支传导阻滞、主动脉瓣狭窄或重度高血压。因A2异常延迟，心音分裂顺序逆转（P2在前，A2在后）。